# Großbachselten
Großbachselten (ungarisch Nagykarasztos) ist ein Ortsteil und eine Katastralgemeinde der Gemeinde Mischendorf im Bezirk Oberwart im Burgenland in Österreich.

## Geographie

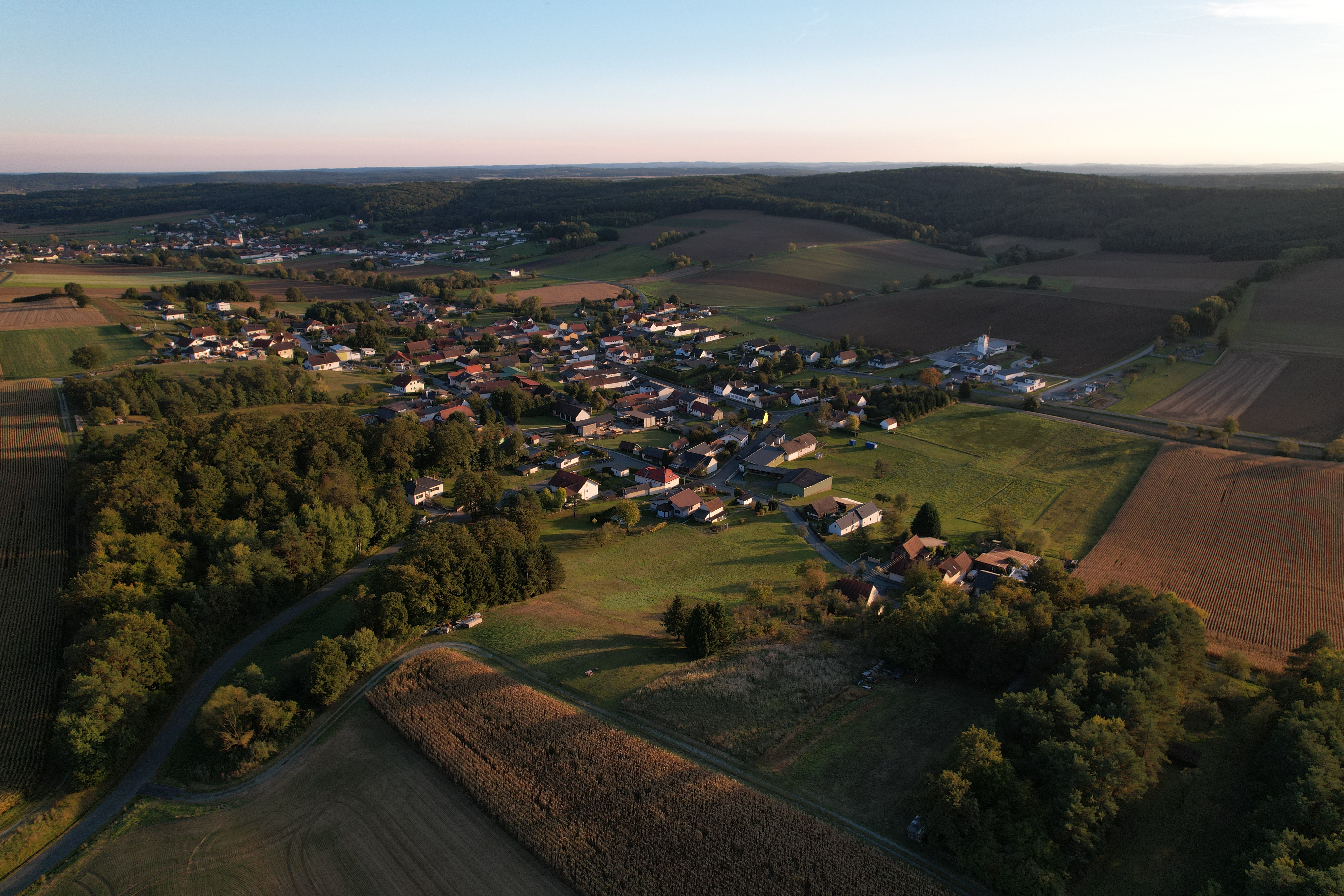
Blick über Großbachselten in Richtung Kleinbachselten und Mischendorf

Durch Großbachselten fließt der Teichbach, ein rechtsseitiger Zufluss zur Pinka. Er wird auch als die Teich bezeichnet.  

## Geschichte
Der Ort gehörte wie das gesamte Burgenland bis 1920/21 zu Ungarn (Deutsch-Westungarn). Ab 1898 musste aufgrund der Magyarisierungspolitik der Regierung in Budapest der ungarische Ortsname Nagykarasztos verwendet werden. Nach Ende des Ersten Weltkriegs wurde nach zähen Verhandlungen Deutsch-Westungarn in den Verträgen von St. Germain und Trianon 1919 Österreich zugesprochen. Seit 1921 gehört Großbachselten zum damals neu gegründeten Bundesland Burgenland (siehe auch Geschichte des Burgenlandes).
Am 1. Jänner 1971 wurde der Ort im Zuge des Gemeindestrukturverbesserungsgesetzes der burgenländischen Landesregierung mit Kleinbachselten, Kotezicken, Mischendorf, Neuhaus in der Wart und Rohrbach an der Teich zur neuen Gemeinde Mischendorf zusammengelegt.

## Kultur und Sehenswürdigkeiten
Die Dreifaltigkeitskapelle in Großbachselten wurde von 1875 bis 1876 erbaut. An der Straße Am Teichbach steht ein Kriegerdenkmal. Der Friedhof von Großbachselten besteht seit dem Jahr 1877.

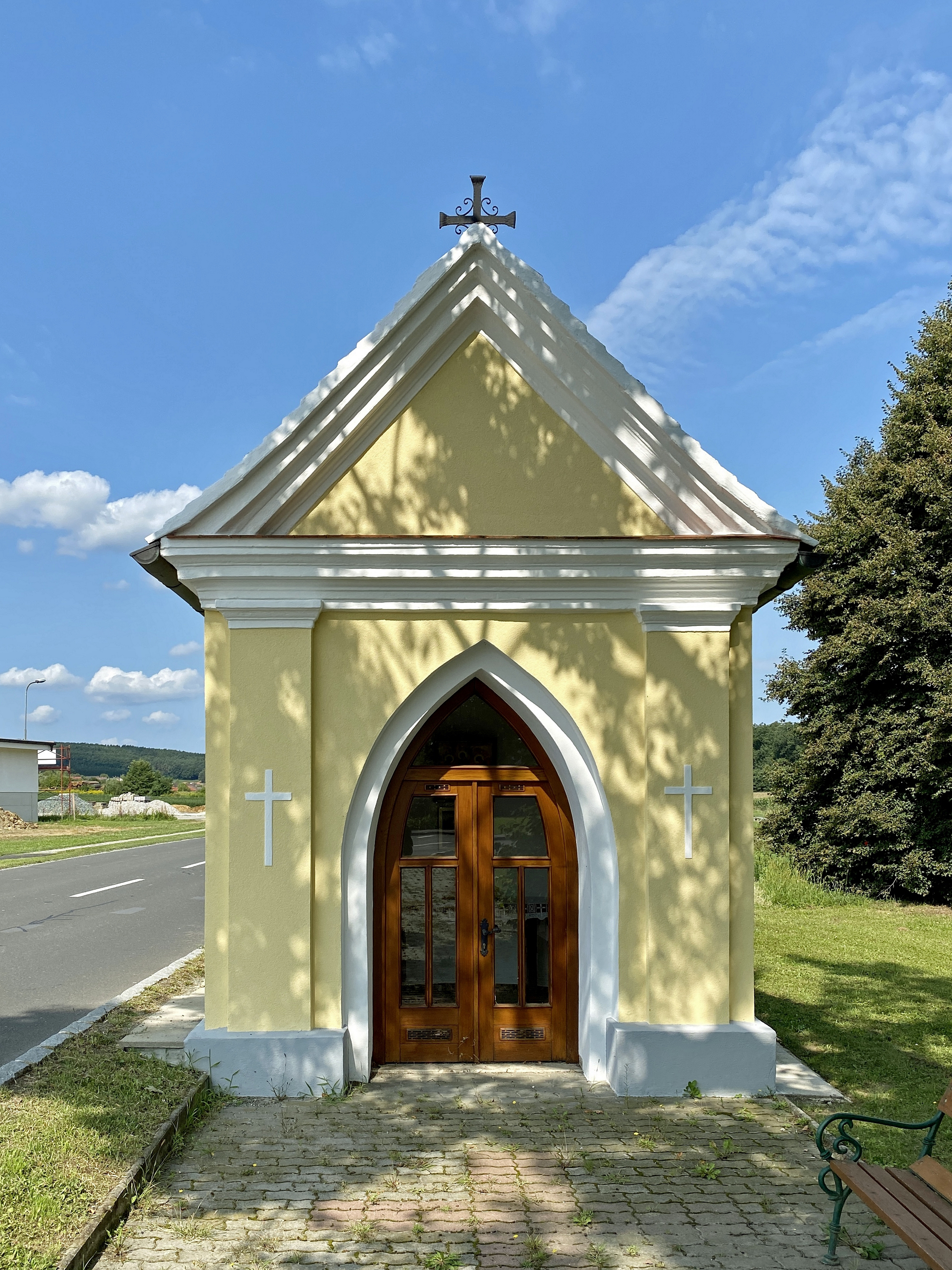
Dreifaltigkeitskapelle
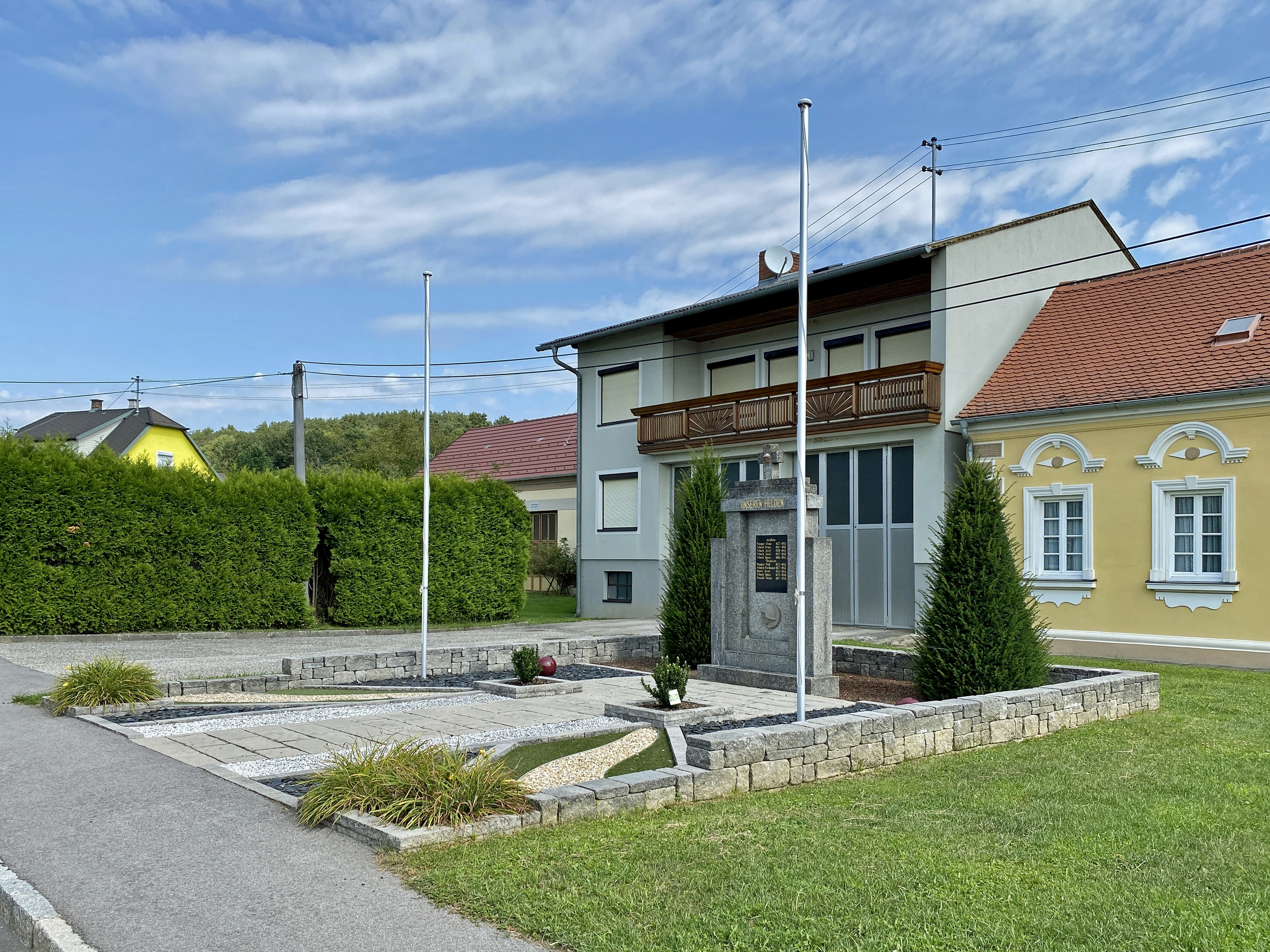
Kriegerdenkmal
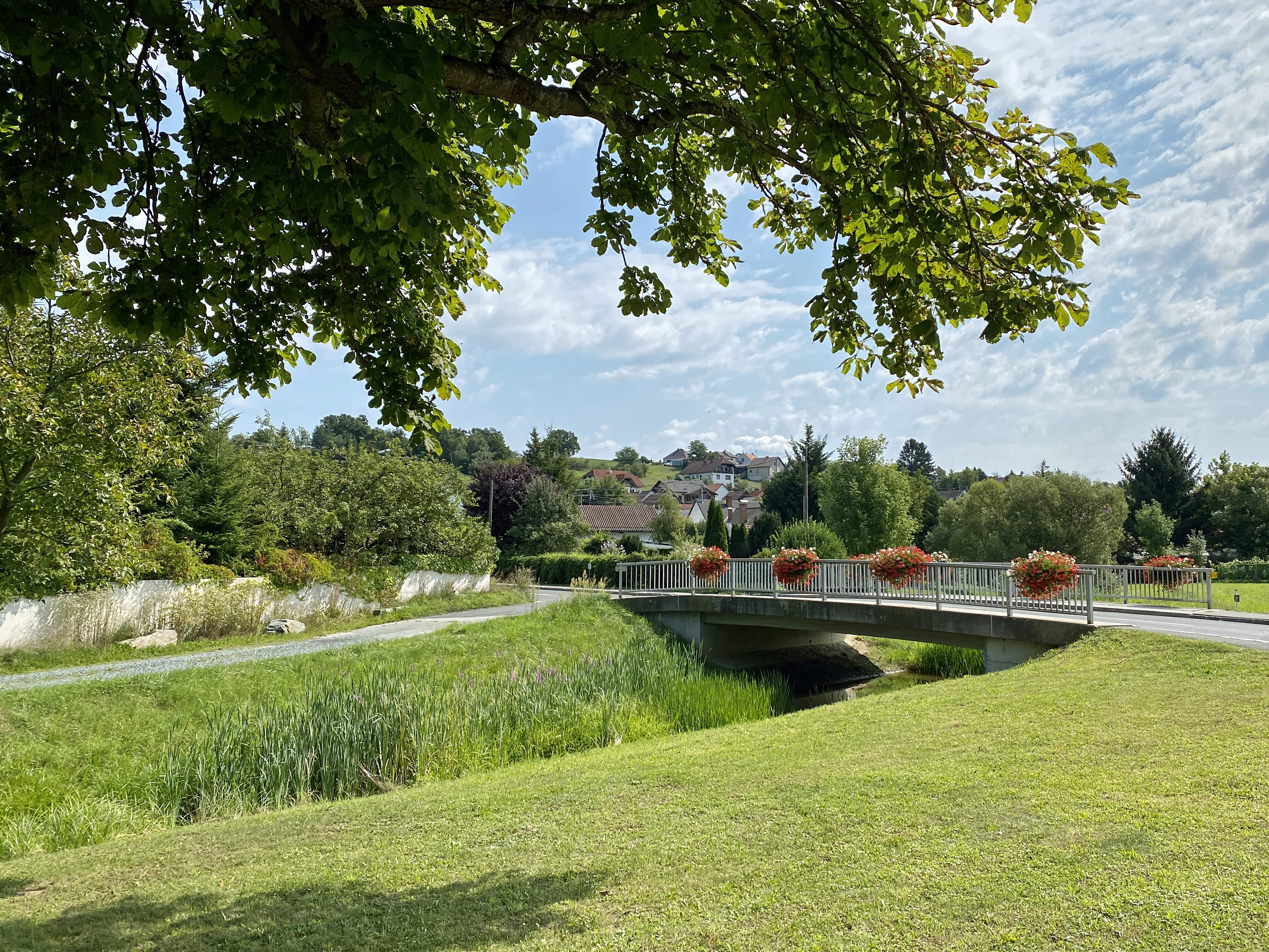
Brücke über den Teichbach
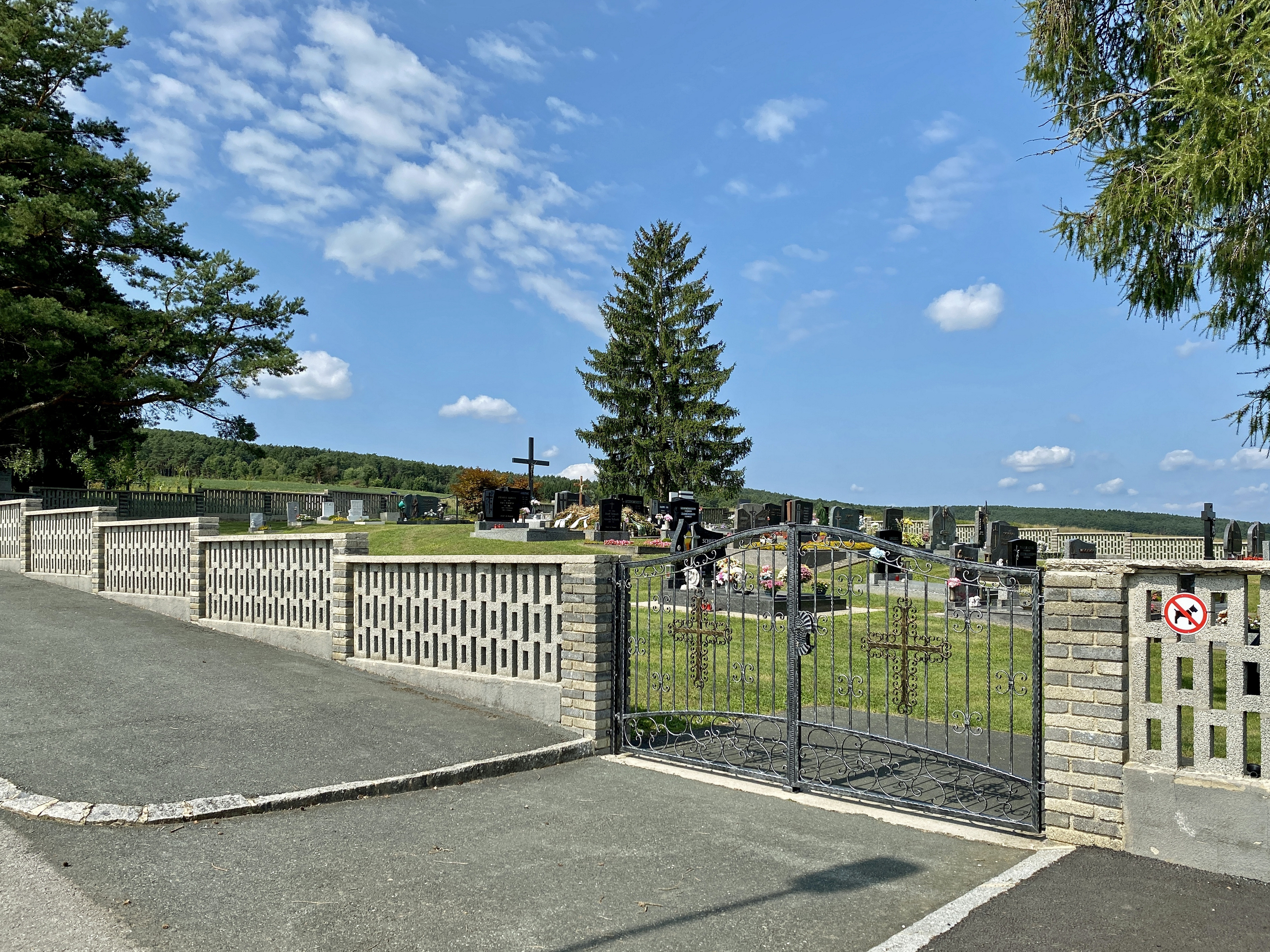
Friedhof